# Breña Alta
Breña Alta este o arie protejată (arie specială de conservare — SAC, sit de importanță comunitară — SCI) din Spania întinsă pe o suprafață de 60,8 ha, integral pe uscat.

## Localizare
Centrul sitului Breña Alta este situat la coordonatele 28°37′21″N 17°49′08″W / 28.6225°N 17.819°V.

## Înființare
Situl Breña Alta a fost declarat sit de importanță comunitară în octombrie 1999 pentru a proteja un număr necunoscut de specii din flora spontană și fauna sălbatică aflate în arealul zonei. Situl a fost protejat și ca arie specială de conservare în ianuarie 2010.

## Biodiversitate
Situată în ecoregiunea , aria protejată conține 1 habitat natural: Pajiști macaroneziene cu vegetație endemică.
La baza desemnării sitului se află un număr nedeclarat de specii protejate.